# Glengarry (huvudbonad)

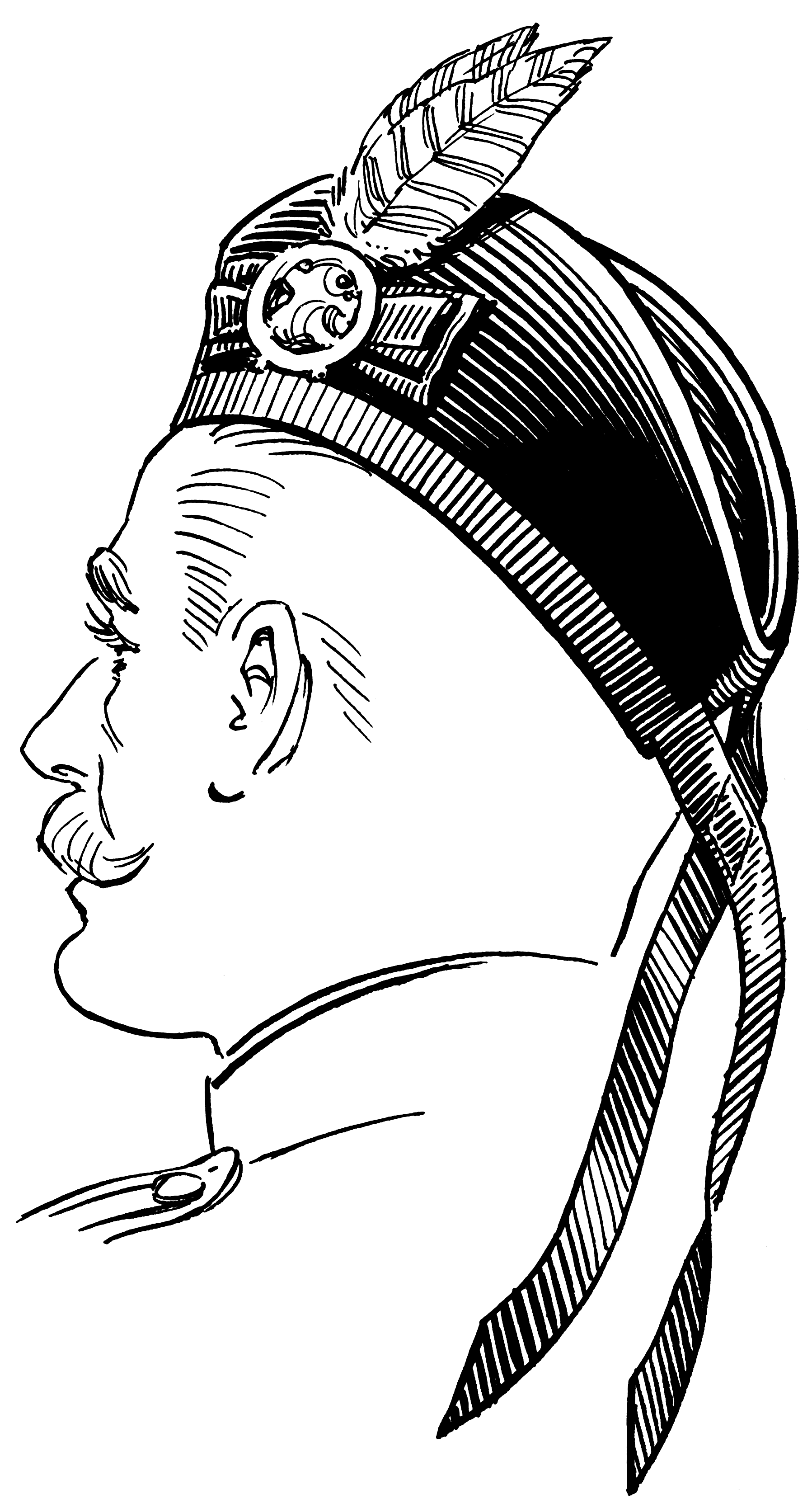
Glengarry

Glengarry är en traditionell skotsk huvudbonad gjord av tjock ull, dekorerad med en pompong på toppen. Den har ofta en kokard på vänster sida, och ett band hängande baktill. Den bärs normalt av skotsk militär eller som en del av civil höglandsdräkt, antingen formell eller informell.
Det korrekta sättet att bära glengarry har förändrats sedan andra världskrigets slut. Före 1945 bars Glengarries i allmänhet vinklade, med den högra sidan av mössan ofta vidrörande örat. Sedan krigets slut bärs en glengarry oftast med spetsen direkt över höger öga.